# Shake It Up: Made In Japan (álbum)
Shake It Up: Made In Japan é um EP digital da trilha sonora "Shake It Up: Live 2 Dance" para o episódio especial de Shake It Up: Made In Japan protagonizada por Bella Thorne e Zendaya, cantoras que estão presentes na lista de faixas. 
O single, "Fashion Is My Kryptonite" interpretado por Bella Thorne e Zendaya, foi lançado em 20 de julho de 2012.

## Lista de faixas
As faixas foram divulgada pelo site de compras Amazon.com.
| Edição padrão  |                                          |                                                                |                        |         |  |
| N.º            | Título                                   | Compositor(es)                                                 | Artista                | Duração |  |
| 1.             | "Fashion Is My Kryptonite"               | Ben Charles                                                    | Bella Thorne & Zendaya | 2:44    |  |
| 2.             | "The Same Heart"                         | Lindy Robbins & Toby Gad                                       | Bella Thorne & Zendaya | 3:35    |  |
| 3.             | "Made in Japan"                          | Charlie Mason, Joacim Persson, Johan Alkenas & Niclas Molinder | Bella Thorne & Zendaya | 2:56    |  |
| 4.             | "Fashion Is My Kryptonite (Music Video)" |                                                                | Bella Thorne & Zendaya | 2:27    |  |
| Duração total: | Duração total:                           | Duração total:                                                 | Duração total:         | 11:02   |  |